# هيو روبرتسون
السير هيو مايكل روبرتسون (بالإنجليزية: Sir Hugh Michael Robertson)‏ (ولد في 9 أكتوبر 1962 في كانتربيري، إنجلترا) رئيس الجمعية الأولمبية البريطانية. كان سابقا سياسي محافظ وكان عضو في البرلمان عن فافيرشام وكينت الوسطى من 2001 إلى 2015. كان وزير الدولة للشؤون الخارجية وشؤون الكومنولث حتى يوليو 2014 وكان سابقا وزير الرياضة والأولمبياد وكان الوزير صاحب المسؤولية اليومية لدورة الألعاب الأولمبية والألعاب الأوليمبية للمعوقين لعام 2012. يرأس حاليا مكتب فالكون وشركاه في لندن وهو وكيل ورئيس للنداء في كاتدرائية كانتربري. عين نائب ملازم كنت في مايو 2015.

## التعليم
تلقى روبرتسون تعليمه في مدرسة الملك في كانتربري. ثم درس ادارة الأراضي في جامعة ريدنغ من 1982 إلى 1985 وحصل على درجة بكالوريوس العلوم (مع مرتبة الشرف) ثم انتسب في أكاديمية ساندهيرست العسكرية الملكية من 1985 إلى 1986.
في أبريل 2014 منح روبرتسون زمالة متميزة من جامعة ريدنغ تقديرا للدور الذي لعبه في دورة الألعاب الأولمبية الصيفية 2012 في لندن.

## أوائل المسيرة المهنية
خدم روبرتسون ضابطا في الحرس الشخصي من 1982 إلى 1995 ورقي إلى رتبة رائد. شارك روبرتسون في الخدمة النشطة في ايرلندا الشمالية وقبرص وحرب الخليج الثانية وخدم مع قوة الأمم المتحدة لحفظ السلام في البوسنة والهرسك. كما قاد الفرسان المنازل في موكب عيد ميلاد الملكة عام 1993 وفي افتتاح البرلمان في عام 1993.
من 1995 حتى 2001 كان يعمل مصرفيا مع قسم إدارة الاستثمار في شركة شرودرز ثم رئيس تطوير الأعمال الجديدة لقسم الممتلكات.

## التكريمات
تلقى السير هيو الأوسمة التالية:
- وسام القديس ميخائيل والقديس جرجس
- وسام الخدمة العامة
- ميدالية قوة الأمم المتحدة لحفظ السلام في قبرص
- ميدالية حرب الخليج
- ميدالية قوة الأمم المتحدة للحماية (البوسنة والهرسك)
- ميدالية الحلف الأطلسي (يوغوسلافيا سابقا)
- ميدالية بروناي للخدمة بجدارة.

اعتبارا من 18 يونيو 2015 أعلن أن السير هيو قد تم تعيينه في منصب نائب ملازم كنت.

## المسيرة البرلمانية
كان روبرتسون عضوا في البرلمان لدائرة فافيرشام وكينت الوسطى وهي دائرة انتخابية كبيرة في كنت تمتد من أوسكيرت شرق ميدستون إلى المناطق الريفية في ويلد وفافيرشام. نجح في انتخابات 2005 و2010 كذلك.
بعد تعيينه لهذا المنصب في المعارضة عين وزيرا للوزراء في البرلمان كوزير للرياضة والأولمبياد في وزارة الثقافة والإعلام والرياضة في مايو 2010. في سبتمبر 2012 تمت ترقيته إلى وزير الدولة في وزارة الثقافة والإعلام والرياضة بوصفه وزيرا للرياضة والسياحة الأولمبية التراثية وعين مستشارا خاصا. في عام 2013 انتقل إلى منصب وزير الدولة في وزارة الخارجية والكومنولث المسؤول عن الشرق الأوسط وشمال أفريقيا ومكافحة الإرهاب. استبعد من تشكيل الحكومة في التعديل الوزاري لعام 2014 وكان قد منح رتبة فارس لعمله كوزير للأولمبياد في لندن عام 2012.
في يناير 2015 أعلن روبرتسون أنه سيتنحى عن البرلمان في الانتخابات العامة المقبلة.

## الحياة الشخصية
تزوج آنا كوبسون في 17 مايو 2002 في كنيسة سانت مارغريت في وستمنستر. كان لا بد من إعادة جدولة حفل الزفاف في وقت قصير من 5 أبريل بعد وفاة الملكة الأم إليزابيث باوز ليون. لديهما ابن واحد: جيمس.
روبرتسون هو عضو في نادي ماريليبون للكريكيت المرموق.

## روابط خارجية
- هيو روبرتسون على موقع أوليمبيديا (الإنجليزية)